# پته کوه
پته کوه، روستایی از توابع بخش مرکزی شهرستان بوئین‌زهرا در استان قزوین ایران است.

## جمعیت
این روستا در دهستان زهرای پایین قرار دارد و براساس سرشماری مرکز آمار ایران در سال ۱۳۸۵، جمعیت آن زیر سه خانوار بوده‌است.